# Edmund von Harold
Edmund von Harold, auch Edmond Baron de Harold (* 1737 in Limerick, Königreich Irland; † 28. Juni 1808 in Düsseldorf), war ein irisch-deutscher Schriftsteller und kurpfalz-bayerischer Offizier.

## Leben und Wirken
Harold wurde in der pfälzischen Gemeinde in Limerick geboren, verließ jedoch bald die irische Heimat, um sich am Niederrhein anzusiedeln. Er wirkte als kurpfalz-bayerischer Kammerherr und Offizier und wurde Mitglied der kurpfälzisch-deutschen Gesellschaft. Im Jahr 1763 verlieh ihm Kurfürst Karl Theodor von der Pfalz den Titel „kurfürstlicher Truchseß“. Als Offizier brachte er es zum Oberstkommandanten des kurfürstlichen General Graf Zedwitzschen 7. Füsilierregiments, später zum kurpfalz-bayerischen Generalmajor der Infanterie. Verheiratet war er in erster Ehe mit Maria Magdalene, geborene Schmitz, in zweiter Ehe mit Maria Theresia, geborene von Hagen, Tochter eines kurpfalz-bayerischen Geheimrats.
Harold legte einerseits Übersetzungen von James Macphersons Ossian-Dichtungen vor, dichtete aber in pseudo-ossianischer Manier auch selbst. Damit hatte er Einfluss auf die im 18. und 19. Jahrhundert um sich greifende Keltomanie. Er stand in Kontakt zu Johann Gottfried Herder und weckte bei ihm durch einen Brief vom 5. Dezember 1775 Zweifel an der Authentizität von Macphersons Dichtungen. Harolds 1787 veröffentlichte Poems of Ossian widmete er dem irischen Politiker Henry Grattan. Franz Schubert vertonte nach Harolds Vorlagen Lieder auf ossianische Texte. In Düsseldorf, Harolds Wohnort, ist die Haroldstraße nach ihm benannt.

## Editionen
- James Macpherson, Edmund von Harold: Die Gedichte Ossian’s, eines alten celtischen Helden und Barden. Düsseldorf 1775 (Digitalisat/Inhaltsübersicht).
- Die Gedichte Ossians des celtischen Helden und Barden aus dem Englischen und zum Theile der celtischen Ursprache übersetzt von Freyherrn von Harold. Zweyte verbesserte mit vielen bisher unentdeckten Gedichten vermehrte Auflage. Mannheim, im Verlage der Herausgeber der ausländischen schönen Geister, 1782. 242 S.
- Poems of Ossian lately discover’d by Edmond Baron de Harold, Colonel Commander of the Regiment of Konigsfeld, Gentleman of the bed Chamber of his Most S. H. the Elector Palatin, member of the German Society of Manheim, of the Royal antiquarian Society of London, and of the Academy of Dusseldorf. Dusseldorf, by John Cretien Dænzer, 1787.
- Neu-entdeckte Gedichte Ossians. Dänzer, Düsseldorf 1798 (Digitalisat).
- Sulmora, Tochter Cuthullins. Ein Drama in 5 Aufzügen. Dänzer, Düsseldorf 1802 (Digitalisat).